# Benito
Benito is een Spaanse voornaam. Het is de Spaanse variant van Benedictus. Benedictus was stichter van de 'Orde der Benedictijnen' in de 6e eeuw.
De bekendste personen met de naam Benito zijn Benito Juárez en Benito Mussolini. Mussolini was door zijn vader naar Juárez genoemd. Sinds de Tweede Wereldoorlog is de naam Benito in onbruik geraakt, omdat veel mensen de naam associëren met Mussolini. In sommige landen is de naam zelfs verboden.